# Silberner Haubenlangur
Der Silberne Haubenlangur (Trachypithecus cristatus) ist eine Primatenart aus der Gruppe der Schlankaffen (Presbytini).

## Merkmale

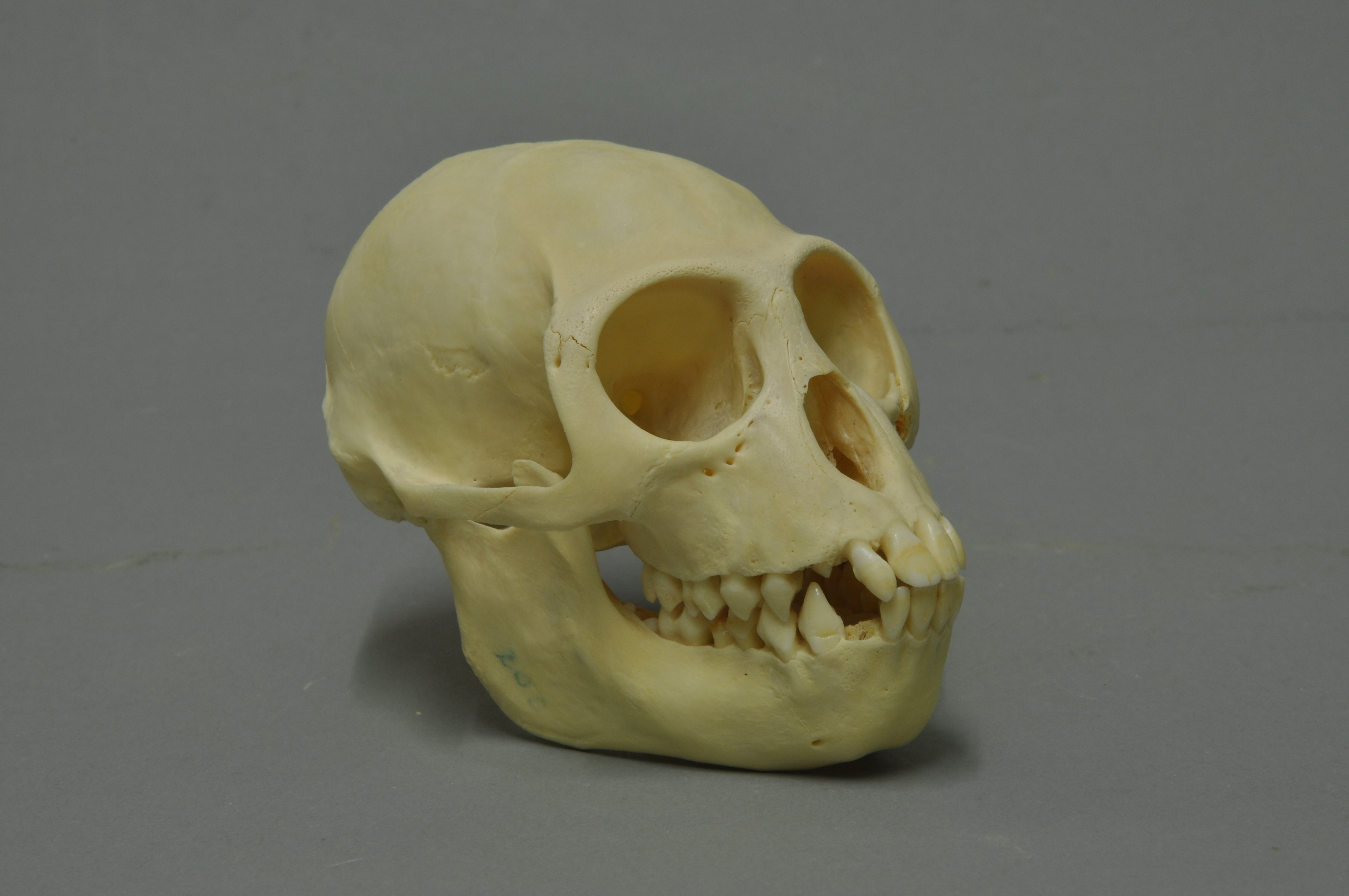
Schädel (Sammlung Museum Wiesbaden)

Silberne Haubenlanguren erreichen eine Kopfrumpflänge von 46 bis 56 Zentimetern, der Schwanz ist mit 63 bis 84 Zentimetern deutlich länger als der Körper. Männchen werden mit durchschnittlich 6,6 Kilogramm deutlich schwerer als Weibchen mit 5,7 Kilogramm. Das Fell dieser Tiere ist dunkelgrau gefärbt, die Spitzen der Haare sind heller. Das Gesicht ist schwarz, der Kopf ist wie bei allen Haubenlanguren durch einen Haarschopf charakterisiert.

## Verbreitung und Lebensraum

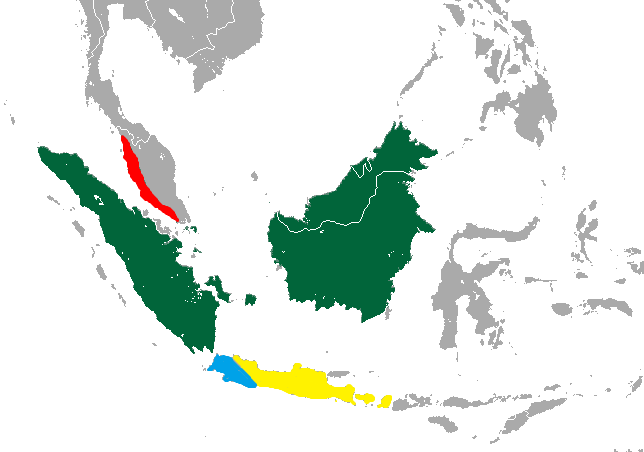
Silberner Haubenlangur
Schwarzer Haubenlangur
Selangor-Langur
Westlicher Haubenlangur

Silberne Haubenlanguren leben in Südostasien, ihr Verbreitungsgebiet liegt auf Sumatra, Borneo und einige vorgelagerte Inseln. Lebensraum dieser Tiere sind Wälder, wobei sie in verschiedenen Waldformen, z. B. in Mangrovenwäldern oder den Torfmoorwäldern von Borneo, vorkommen.

## Lebensweise
Diese Primaten sind tagaktive Baumbewohner, sie bewegen sich dort meist vierbeinig fort. Sie leben in Haremsgruppen zusammen, die aus einem Männchen, mehreren Weibchen und den dazugehörigen Jungtieren bestehen. Die übrigen Männchen leben oft einzelgängerisch. Die Gruppen sind territorial und reagieren auf andere Gruppen sehr aggressiv. Auseinandersetzungen werden durch laute Schreie, im Bedarfsfall auch durch Schläge und Bisse ausgetragen. Einzelgängerische Männchen versuchen oft, die Herrschaft einer Haremsgruppe an sich zu reißen. Gelingt ihnen das, kommt es oft zum Infantizid, das heißt, dass das Männchen die Kinder seines Vorgängers tötet, um selber schneller Nachwuchs zeugen zu können.
Silberne Haubenlanguren sind Pflanzenfresser, die sich von Blättern, Früchten und Samen ernähren. Wie alle Schlankaffen besitzen sie einen mehrkammerigen Magen zur besseren Verwertung der Nahrung.

## Fortpflanzung
Die Paarung kann das ganze Jahr über erfolgen. Nach einer rund sechsmonatigen Tragzeit bringt das Weibchen meist ein einzelnes Jungtier zur Welt. Dieses ist wie bei allen Haubenlanguren zunächst orangefarben und nimmt erst mit einigen Monaten die Färbung der Erwachsenen an. Nicht nur die Mutter, sondern auch die anderen Weibchen der Gruppe kümmern sich um das Jungtier. Sie tragen es herum, spielen und kuscheln mit ihm. Die Geschlechtsreife tritt mit vier bis fünf Jahren ein, männliche Tiere müssen zu diesem Zeitpunkt ihre Geburtsgruppe verlassen.

## Systematik
Es werden zwei Unterarten unterschieden: T. c. vigilans lebt nur auf den zwischen Borneo und der Malaiischen Halbinsel gelegenen Natuna-Inseln und ist etwas dunkler. T. c. cristatus, die Nominatform, lebt im übrigen Verbreitungsgebiet. Der Selangor-Langur, eine dem Silbernen Haubenlangur sehr ähnliche dunkelgraue Form von der Malaiischen Halbinsel, wurde 2008 als weitere Unterart beschrieben, gilt seit 2013 aber als eigenständige Art.
Zusammen mit dem Schwarzen Haubenlangur, dem Tenasserim-Langur und dem Indochinesischen Langur bildet der Silberne Haubenlangur die cristatus-Gruppe innerhalb der Gattung der Haubenlanguren. Die beiden letztgenannten Arten werden manchmal als dessen Unterarten geführt.